# メルセデス・ベンツ・W110
メルセデス・ベンツ・W110 (Mercedes Benz W110) は、ドイツの自動車メーカーダイムラー・ベンツがメルセデス・ベンツブランドで展開していた自動車である。W111/W112と基本構造をともにし、後部トランクリッドの形状から“羽ベン”と呼ばれる。1961年から1968年まで製造・販売された。

## モデル

### 前期型(1961-1965年)
1961年、W120/W121の後継モデルとして登場。1.9L直列4気筒のガソリンとディーゼルであった。
| シャーシコード | 製造年    | モデル | エンジン                        |
| -------------- | --------- | ------ | ------------------------------- |
| W110.010       | 1961–1965 | 190c   | 1.9 L M121 直列4気筒            |
| W110.110       | 1961–1965 | 190Dc  | 1.9 L OM621 ディーゼル直列4気筒 |

### 後期型(1965-1968年)
3年後の1965年にマイナーチェンジを受け、ガソリン、ディーゼルともに2Lに排気量アップした。翌1966年には2.3L6気筒モデルが追加された。1968年に後継のW114/W115が登場し、W110は生産を終了した。
| シャーシコード | 製造年    | モデル | エンジン              |
| -------------- | --------- | ------ | --------------------- |
| W110.010       | 1966–1968 | 200    | 2.0 L M121 直列4気筒  |
| W110.011       | 1965–1966 | 230    | 2.3 L M180 直列6気筒  |
| W110.110       | 1966–1967 | 200D   | 2.0 L OM621 直列4気筒 |